# Ньюбург (Індіана)
Ньюбург (англ. Newburgh) — місто (англ. town) в США, в окрузі Воррік штату Індіана. Населення — 3344 особи (2020).

## Географія
Ньюбург розташований за координатами 37°56′57″ пн. ш. 87°24′17″ зх. д. / 37.94917° пн. ш. 87.40472° зх. д. (37.949202, -87.404592).  За даними Бюро перепису населення США в 2010 році місто мало площу 3,65 км², з яких 3,64 км² — суходіл та 0,00 км² — водойми. В 2017 році площа становила 3,85 км², з яких 3,84 км² — суходіл та 0,00 км² — водойми.

## Демографія
Згідно з переписом 2010 року, у місті мешкало 3325 осіб у 1455 домогосподарствах у складі 935 родин. Густота населення становила 912 особи/км².  Було 1585 помешкань (435/км²).
Расовий склад населення:
| - 94,2 % — білих - 2,0 % — азіатів - 1,4 % — чорних або афроамериканців - 0,1 % — корінних американців |

До двох чи більше рас належало 1,4 %. Частка іспаномовних становила 2,0 % від усіх жителів.
За віковим діапазоном населення розподілялося таким чином: 22,4 % — особи молодші 18 років, 63,2 % — особи у віці 18—64 років, 14,4 % — особи у віці 65 років та старші. Медіана віку мешканця становила 42,1 року. На 100 осіб жіночої статі у місті припадало 92,9 чоловіків;  на 100 жінок у віці від 18 років та старших — 93,6 чоловіків також старших 18 років.
Середній дохід на одне домашнє господарство  становив 81 922 долари США (медіана — 50 089), а середній дохід на одну сім'ю — 109 102 долари (медіана — 75 688). Медіана доходів становила 47 759 доларів для чоловіків та 40 144 долари для жінок. За межею бідності перебувало 8,3 % осіб, у тому числі 4,9 % дітей у віці до 18 років та 3,7 % осіб у віці 65 років та старших.
Цивільне працевлаштоване населення становило 1577 осіб. Основні галузі зайнятості: освіта, охорона здоров'я та соціальна допомога — 27,3 %, роздрібна торгівля — 18,1 %, виробництво — 13,8 %, науковці, спеціалісти, менеджери — 10,3 %.